# Equinox Desktop Environment
Equinox Desktop Environment (in acronimo EDE) è un ambiente desktop dalle dimensioni contenute, disponibile per sistemi operativi di tipo GNU/Linux e/o Unix-like, creato da Martin Pekar nel 2000 per essere un utilizzo semplice e dal consumo di risorse di sistema ridotto.

## Caratteristiche[1]
EDE è un software libero distribuito sotto licenza GPL. Si basa su una versione modificata del toolkit FLTK, detto  extended FLTK abbreviato in eFLTK. Graficamente, il suo aspetto si ispira a quello delle versioni di Windows antecedenti alla versione XP.
A confronto con altri ambienti desktop più diffusi come GNOME, KDE e Xfce risulta molto più veloce e richiede inoltre meno risorse in termini di memoria.

## Funzionalità offerte
Dispone di varie funzionalità, tra le principali ricordiamo:
- Localizzazione
- Supporto per icone sul desktop e sfondi
- Supporto per l'anti-aliasing
- Una barra delle applicazioni come menu configurabile, stato della CPU
- Supporto per i temi grafici

Mette inoltre a disposizione dei front-end per alcune operazioni comuni tra cui:
- Configurazione di XScreenSaver
- Installazione di pacchetti software in formato .rpm, .deb e .tgz
- Utility per la ricerca dei files

## Voci correlate

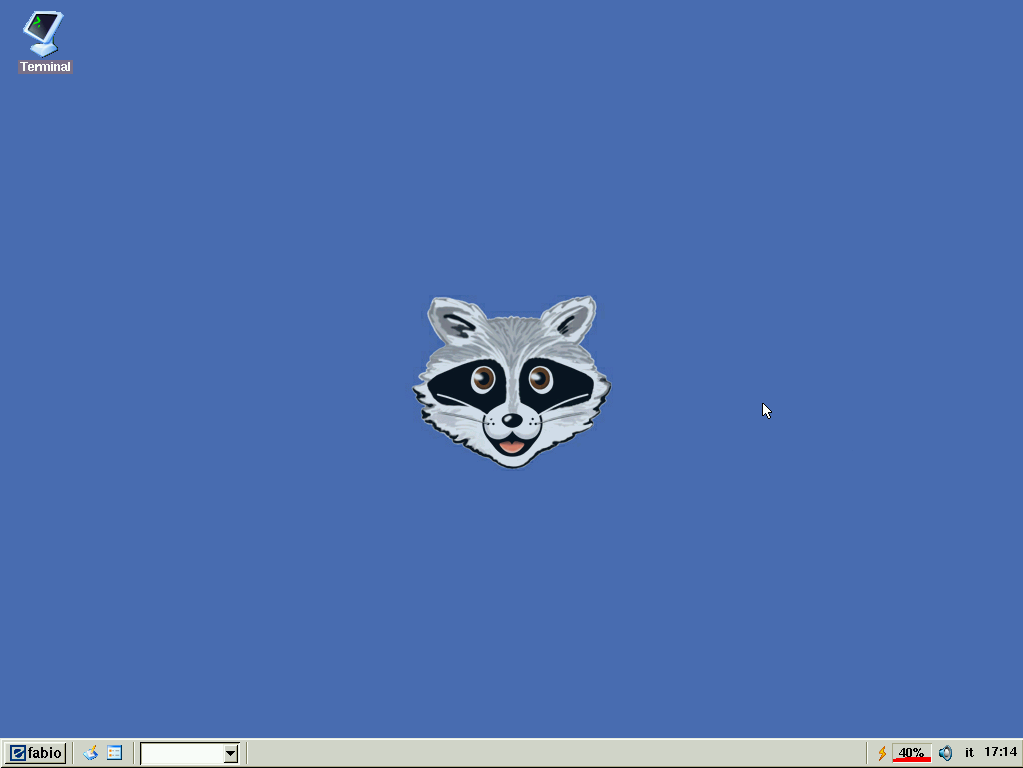
MINIX 3.1.7 con Equinox Desktop Environment in esecuzione